# Каплан, Самуил Аронович
Самуил Аронович Каплан (10 октября 1921, Рославль, Смоленская губерния — 8 июня 1978, Бологое, Калининская область) — советский астрофизик, профессор, автор семнадцати книг и более ста пятидесяти научных работ.

## Биография
Самуил Аронович Каплан родился 10 октября 1921 г. в Рославле. В 1926 году возрасте 5 лет с родителями переехал в Ленинград, где отец преподавал в Лесной Академии в должности доцента, мать работала школьным учителем английского языка.
После окончания школы в 1939 году Каплан поступил в Ленинградский педагогический институт им. А. И. Герцена. В ноябре 1939 г. его призвали в действующую армию, в связи с этим он перевёлся на заочное отделение института.
Участник Великой Отечественной войны, воевал на Ленинградском фронте, был сержантом-электриком батареи зенитной артиллерии во время блокады Ленинграда. В 1944 г. участвовал в боевых действиях на Карельском перешейке.
Будучи солдатом на фронте, продолжал учёбу на математическом факультете Ленинградского педагогического института им. Герцена — сдавал экстерном экзамены, весной 1945 года получил диплом учителя математики.
После демобилизации в октябре 1945 года поступил в аспирантуру Ленинградского университета на кафедру астрофизики.
Свободно владея английским языком, по специальному допуску получил доступ к иностранной научной литературе.
В 1948 или 1949 году (по разным источникам) защитил кандидатскую диссертацию на тему «Источники энергии и эволюция белых карликов». Был обвинён в космополитизме, поскольку пользовался преимущественно зарубежными источниками, из-за чего вынужден был уехать во Львов.
С 1949 г. — заместитель директора Астрономической обсерватории Львовского университета, руководитель теоретического отдела (лаборатории) астрофизики, доцент кафедры теоретической физики Львовского государственного университета.
В 1952 г. организовал и руководил экспедицией по наблюдению солнечного затмения в Казахстане.
В августе 1957 г. С. А. Каплан организовал станцию оптических наблюдений в Львовском университете.
В 1957 году, в 36 лет, на механико-математическом факультете МГУ защитил докторскую диссертацию на тему «Методы газодинамики межзвёздной среды». Получил должность профессора на кафедре теоретической физики Львовского государственного университета.
Летом С. А. Каплан часто посещал Крымскую обсерваторию, где познакомился с директором Научно-исследовательского радиофизического института (НИРФИ) М. Т. Греховой и по её приглашению переехал в город Горький.
С 1961 г. жил в г. Горький, сотрудник Научно-исследовательского радиофизического института и профессор Горьковского университета.
С 1964 г. работал на кафедре теоретической механики и теории упругости механико-математического факультета Горьковского университета.
С 1966 — профессор Горьковского университета.
В 1969 г. председательствовал на симпозиуме по космической газодинамике в Мисхоре. В 1971 г. принял участие в Первой советско-американской конференции SETI в Бюракане.
11 июня 1978 года погиб на станции Бологое, попав под поезд. Он возвращался из Ленинграда, во время стоянки поезда пошёл в вокзальный буфет, не зная, что стоянка поезда сокращена. Увидев, что поезд уходит, побежал за ним, схватился за поручень, не удержался, упал и получил травмы, несовместимые с жизнью. Похоронен на Бугровском кладбище Нижнего Новгорода.
Некоторые его коллеги рассматривали гибель учёного как самоубийство в связи с отказом советских властей в выезде в Израиль.
В честь Каплана названа малая планета — астероид № 1987 «Каплан», открытый Пелагеей Шайн.

### Личные качества
Обаятельный Каплан был блестящим лектором, популярным среди преподавателей и студентов, его лекции отличались оригинальностью, свежестью мысли и мастерством изложения. Его публичные лекции были популярны среди школьников и работников предприятий.

Хочу изложить всё доступно и оригинально, не так как это излагается в известных пособиях. Каплан С. А.

### Семья
В 1956 году у Самуила Ароновича родился сын Яков. Он проживал в Нижнем Новгороде, имел двух дочерей: Любовь и Надежду.
Позднее Самуил Аронович женился на Зайцевой Вере Павловне, которая была старше на несколько лет. У неё была дочь, падчерица Самуила Ароновича, Виолетта.

## Вклад в науку
Область научных интересов — теоретическая астрофизика:
- теория белых карликов:
  - нашёл предел плотности белых карликов;
  - построил теорию охлаждения белых карликов (Теория Каплана−Местела);
  - нашёл радиус последней устойчивой орбиты в поле Шварцшильда;
- динамика межзвёздной среды:
  - показал большую роль излучения в теории межзвёздных ударных волн и ионизационных разрывов;
  - построил теорию волн с высвечиванием;
- теория переноса излучения в нестационарной среде;
- плазменная астрофизика:
  - является одним из пионеров этого научного направления;
- один из энтузиастов поисков внеземных цивилизаций (SETI).

## Сочинения
Многие книги С. А. Каплана были переведены и изданы за рубежом.
Научные труды
- «Введение в космическую газодинамику» (1958, в соавторстве с Ф. А. Баумом и К. П. Станюковичем)
- «Межзвёздная газодинамика» (1958), первая в мире книга по газодинамике, переведена на несколько языков[2].
- «Межзвёздная среда» (1963, в соавторстве с С. Б. Пикельнером), переиздана издательством Гарвардского университета (1970)
- Гиндилис, Л. М. Внеземные цивилизации : Проблемы межзвёздной связи : Под ред. проф. С. А. Каплана : сб. / Л. М. Гиндилис, С. А. Каплан, Н. С. Кардашёв … [и др.]. — М. : Наука, 1969. — Введение : Экзосоциология – поиск сигналов внеземных цивилизаций / Каплан С. А. — С. 7−24. — 442 с. — 13 800 экз. — УДК 523.164(G).
- «Плазменная астрофизика» (1972, в соавторстве с В. Н. Цытовичем), переиздана в Великобритании (1973)
- «Размерности и подобие астрофизических величин» (1976, в соавторстве с Э. А. Дибаем)
- «Физика плазмы солнечной атмосферы» (1977, в соавторстве с С. Б. Пикельнером и В. Н. Цытовичем)
- «Физика межзвёздной среды» (1979)

Научно-популярных книги
- Физика звёзд (1961) — шесть раз переиздана в нашей стране и несколько раз за границей[1].
- Элементарная радиоастрономия (1966)